# Professional'nyj Basketbol'nyj klub Lokomotiv Kuban'
Il P.B.K. Lokomotiv-Kuban Krasnodar (in russo Локомотив-Кубань?) è una società cestistica avente sede nella città di Krasnodar, in Russia. Fondata nel 1946, gioca nel campionato russo.
Disputa le partite interne al Basket-Hall, che ha una capacità di 7.500 spettatori.

## Roster 2021-2022
Aggiornato al 30 marzo 2022.
|    | Naz.                   | Ruolo | Sportivo            | Anno | Alt. | Peso |  |
| -- | ---------------------- | ----- | ------------------- | ---- | ---- | ---- |  |
| 1  | Russia (bandiera)      | G     | Aleksandr Ščerbenev | 2000 | 191  | 83   |  |
| 2  | Stati Uniti (bandiera) | AG    | Greg Whittington    | 1993 | 203  | 95   |  |
| 3  | Stati Uniti (bandiera) | PG    | Errick McCollum     | 1988 | 188  | 87   |  |
| 4  | Stati Uniti (bandiera) | P     | Quinn Cook          | 1993 | 185  | 82   |  |
| 6  | Stati Uniti (bandiera) | AG    | Johnathan Motley    | 1995 | 203  | 104  |  |
| 11 | Russia (bandiera)      | AP    | Stanislav Il'nickij | 1994 | 200  | 98   |  |
| 12 | Russia (bandiera)      | C     | Kirill Elatoncev    | 2002 | 210  | 104  |  |
| 13 | Stati Uniti (bandiera) | PG    | Darius Thompson     | 1995 | 193  | 89   |  |
| 18 | Russia (bandiera)      | C     | Valerij Kalinov     | 1999 | 212  | 105  |  |
| 23 | Russia (bandiera)      | A     | Sergej Dolinin      | 2000 | 205  | 97   |  |
| 25 | Russia (bandiera)      | AG    | Andrej Martjuk      | 2000 | 211  | 105  |  |
| 31 | Serbia (bandiera)      | G     | Ivan Paunić         | 1987 | 195  | 100  |  |
| 33 | Russia (bandiera)      | G     | Zachar Vediščev     | 2000 | 196  | 92   |  |
| 35 | Russia (bandiera)      | G     | Vladislav Emčenko   | 1999 | 194  | 91   |  |

### Staff tecnico
| Allenatore: | Branko Maksimović                                    |
| Assistenti: | Jovan Beader, Vladimir Anciferov, Stanislav Zbarskij |

## Palmarès
- Coppa di Russia: 2

2000, 2017-2018
- Eurocup: 1

2012-2013